# サビル・ユヌソフ
サビル・ユヌソヴィチ・ユヌソフ（ロシア語: Сабир Юнусович Юнусов、ラテン文字：Sabir Yunusovich Yunusov、1909年3月18日-1995年11月29日）はタシュケント出身のウズベキスタンの化学者である。ユヌソフはアルカロイド化学に関する研究で知られている。ユヌソフは1971年にこの業績によりメンデレーエフ賞金賞を受賞した。サビル・ユヌソフは1956年にウズベク・ソビエト社会主義共和国科学アカデミー（1991年の独立以降はウズベキスタン科学アカデミー）の一部門として植物由来物質に関する化学研究所を創設した。ユヌソフは1958年から死亡するまでソビエト連邦科学アカデミー（1991年以降はロシア科学アカデミー）の会員でもあった。彼はタシュケントでなくなり、埋葬された。 